# Teilbacher Mühle
Teilbacher Mühle ist ein Wohnplatz sowie eine ehemalige Mühle auf der Gemarkung der Wertheimer Ortschaft Reicholzheim im Main-Tauber-Kreis in Baden-Württemberg.

## Geographie
Die Teilbacher Mühle befindet sich nordwestlich der Wertheimer Ortschaft Reicholzheim im Bereich der Mündung des Teilbachs in die Tauber.

## Geschichte
Der Wohnplatz wurde um das Jahr 1235 erstmals urkundlich als molendinum in Delebach erwähnt. Die Mühle gelangte von den Wertheimer Grafen im Jahre 1285 an das Kloster Bronnbach. Die Mühle wurde noch im 18. Jahrhundert als Zubehör von Waldenhausen angesehen. Der Wohnplatz kam als Teil der ehemals selbständigen Gemeinde Reicholzheim am 1. Januar 1975 zur Stadt Wertheim.

## Kulturdenkmale
Kulturdenkmale in der Nähe des Wohnplatzes sind in der Liste der Kulturdenkmale in Wertheim verzeichnet.

## Verkehr
Der Wohnplatz befindet sich am Taubertalradweg.